# Пейли, Грейс
Грейс Пейли (англ. Grace Paley, Grace Goodside, урождённая Гудсайд; 11 декабря 1922, Бронкс, Нью-Йорк — 22 августа 2007, Тетфорд, Вермонт) — американская писательница, признанный мастер новеллистического жанра.

## Биография
Дочь социалистов, переживших ссылку, еврейских эмигрантов с Украины, англизировавших фамилию Гутцайт, младшая из троих детей, поздний ребёнок. Отец — врач, в семье говорили на идише, русском и английском языках. C 1938 года училась в Хантерском колледже, затем, в начале 1940-х, недолгое время в Новой школе у Одена, чья ироническая манера повлияла на ранние стихи и прозу Пейли. Диплома так и не получила. В 1942 году вышла замуж за кинооператора Джесса Пейли, родила двоих детей, позже брак распался. В 1972 году мужем Пейли стал поэт Роберт Николс.
В 1966—1989 годах преподавала литературное мастерство в частном колледже Сары Лоуренс, а также в Колумбийском университете, Сиракьюсском университете, Сити-колледже Нью-Йорка. В 1967 году стала одним из основателей Союза учителей и писателей, задачей которого стало активное включение литературы в школьную программу и жизнь школы. С 1950-х годов участвовала в антивоенном движении, вступила в Лигу противников войны. В декабре 1978 году была арестована вместе с 10 другими участниками антивоенной демонстрации у стен Белого Дома (The White House Eleven).
Умерла от рака груди.

## Творчество
Публиковаться начала поздно, после многих отказов со стороны редакций и издательств. Книга её новелл из жизни Нью-Йорка Мелкие неприятности у мужчин вышла в 1959 и была, среди немногих других рецензентов, высоко оценена Филипом Ротом в журнале The New Yorker. В дальнейшем Пейли печаталась в Esquire, Atlantic Monthly и других крупнейших журналах Америки. Вторая книга рассказов Кардинальные перемены в последнюю минуту вышла при поддержке Дональда Бартельма в 1974 году.

## Книги
- The Little Disturbances of Man (1959)
- Enormous Changes at the Last Minute (1974)
- Позже в тот же день/ Later the Same Day (1985)
- Leaning Forward (1985, стихи)
- Long Walks and Intimate Talks (1991, стихи и новеллы)
- New and Collected Poems (1992)
- The Collected Stories (1994, шорт-лист Пулитцеровской и Национальной книжной премии)
- Just As I Thought (1998, статьи, очерки, интервью)
- Начни снова/ Begin Again: Collected Poems (2000)
- Fidelity (2008, посмертно)

## Признание
Стипендия Гуггенхайма (1961). Премия Национального института искусства и литературы за рассказ (1970). Премия мира Лиги противников войны (1980). Премия Эдит Уортон (1983). Американская литературная премия ПЕН/Фолкнер (1986). Премия Ри за рассказ (1993). Премия ПЕН-центра/ Бернарда Маламуда за новеллистическое мастерство (1994), Еврейская премия за культурное достижение в литературе (1994). Ланнановская премия (1997).
Член Американской академии искусств и литературы (1980). Звание Писателя штата Нью-Йорк (1989, первый лауреат). Поэт-лауреат штата Вермонт.
Музыку к пяти стихотворениям Пейли написал американский композитор Кристиан Вольф (1985), её рассказ Goodbye and Good Luck стал основой мюзикла Дейвида Фримена (1989).
Писательнице посвящён документальный фильм Маргарет Мерфи и Лилли Ривлин Grace Paley: Collected Shorts (2009, ).
Проза Пейли переведена на французский, немецкий, итальянский, польский и другие языки. На японский язык её рассказы переводил Харуки Мураками.

## Публикации на русском языке
- Мечты на мертвом языке. М.: Текст, 2012